# Eberhard Anheuser

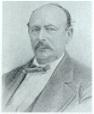
Eberhard Anheuser

Eberhard Anheuser (* 27. September 1806 in Kreuznach; † 2. Mai 1880 in St. Louis, Missouri) war ein deutsch-US-amerikanischer Unternehmer und Brauereibesitzer.

## Leben
1842 wanderten zwei Brüder aus der 10. Generation der Kreuznacher Familie Anheuser in die Vereinigten Staaten aus. Eberhard Anheuser machte ein kleines Vermögen als Kerzenhersteller und Seifensieder in St. Louis, Missouri. Dieses Vermögen (90.000 US-Dollar) (nach heutigem Wert 3.026.597 US-Dollar) steckte er 1859 in die kleine, 1852 von Georg Schneider gegründete Bavarian Brewery, die ab 1858 Hammer & Urban hieß. Von den Brüdern des Militärarztes Adam Hammer wurde die Brauerei auf den neuesten Stand gebracht, geriet aber wieder in finanzielle Schwierigkeiten, weil der Absatz zu wünschen übrig ließ. 1860 kaufte er mit seinem Partner, William O’Dench, andere Schuldscheine auf und übernahm die Brauerei ganz. Im Stil moderner Kapitalanlagegesellschaften reorganisierten sie das Unternehmen und setzten die Produktion als Firma E. Anheuser & Company fort.
Ein Jahr später heiratete seine Tochter Lilly den deutschen Immigranten Adolphus Busch aus Kastel und seine Tochter Anna Buschs Bruder Ulrich in einer Doppelhochzeit. Adolphus begann 1864 in der Brauerei seines Schwiegervaters als Verkäufer zu arbeiten. 1865 fusionierte E. Anheuser & Company mit der John B. Busch Brewing Company in Washington, Missouri, und Adolphus Busch wurde gleichberechtigter Teilhaber von Eberhard Anheuser. Das Unternehmen wurde 1879 in Anheuser-Busch Brewing Association umbenannt, und Adolphus wurde im Folgejahr dessen Präsident. Diese Position hielt er 33 Jahre. 1919 wurde erneut umfirmiert in Anheuser-Busch, den heutigen Namen.

## Familien
Eberhard Anheuser war verheiratet mit Maria Dorothea Richter (* 1815–1818 Schöningen, Braunschweig; † 1854 St. Louis). Sie hatten sechs Kinder:
- Cecily Anheuser
- William Anheuser (* 16. Februar 1836; † 17. Januar 1901 in St. Louis, Missouri), Professor für deutsche Sprache an der Universität Washington, ⚭ Frances Lange (* 17. Oktober 1843 in Ohio; † 28. August 1910)
  - Alice Anheuser (* 18. März 1869 in St. Louis; † 24. Mai 1960 in St. Louis), Pianistin, ⚭ George Cosby Nall (1866–1922)
  - W. Fred Anheuser (* 16. Januar 1871 in St. Louis; † 13. Dezember 1948 in St. Louis), 2. Vizepräsident von Anheuser-Busch, ⚭  Olga Straub (* 7. Dezember 1877 in St. Louis; † 14. Dezember 1936 in St. Louis)
- Anna Anheuser (* 1838; † 8. April 1916), ⚭ (7. März 1861) Ulrich Busch (* 1833 Mainz-Kastel; † 1923; handelte mit Brauereibedarf in St. Louis)
  - Edward Busch (* 1862)
  - Alfred Busch (* 1866)
  - Lillia Busch (* 1870)
  - Otto S. Busch (* 1871; † 27. Juli 1939), ⚭ Anne Busch
  - Franz Busch (* 1874)
  - Paula Busch (* 1877), ⚭ Marian Eberhard Franz Emil von Kleydorff alias Franz Egenieff
- Adolph Anheuser (* 1840/1841; † 1886), ⚭ (2. Oktober 1876 in St. Louis) Louisa Firmbach (* 1857)
  - Nellie Anheuser (* September 1877)
  - Eberhard Anheuser (* Mai 1880 in St. Louis)
  - Lillie Anheuser (* März 1882)
  - Dorothy Anheuser (* August 1884)
  - Edmer Anheuser (* August 1885), ⚭ Joseph M. Dooley (* 31. Januar 1895; † 27. März 1943)
- Elisa genannt Lilly Anheuser (* 12. August 1844 in St. Louis; † 25. Februar 1928 in St. Louis), ⚭ (7. März 1861) Adolphus Busch (* 10. Juli 1839 in Mainz-Kastel; † 10. Oktober 1913 in der Villa Lilly in Lindschied bei Bad Schwalbach, beerdigt in St. Louis), Begründer der Anheuser-Busch-Brauerei, 1865 Fusion mit Anheuser, 1911 Goldene Hochzeit mit Würdigungen von US-Präsident Theodore Roosevelt und Kaiser Wilhelm II.
  - Gustav Busch (* 1861)
  - Nelly Busch (* 1863; † 1934) ⚭ I. Harry Weber, ⚭ II. Arthur Magnus
  - Edward Busch (* 1864; † 1879) ⚭ Anna Faust
  - August Busch I. (* 29. Dezember 1865 in St. Louis; † 10. Februar 1934 in St. Louis), übernahm die Brauerei von Adolphus (Prohibition 1920–1933) ⚭ Alice Edna Ziesemann (* 1866; † Mai 1958)
  - Adolphus Busch II. (* 10. Juli 1868; † 15. April 1898 in St. Louis)
  - Alexis Busch (* 1869; † 1869)
  - Peter Busch (* 1869)
  - Emilee Busch (* 1870; † 1870)
  - Edmee Busch (* 1871; † 1955) ⚭ (10. Februar 1890) Hugo Reisinger (* 1856 Wiesbaden; † 1914 Langenschwalbach), Geschäftsmann, Kunstsammler (Busch-Reisinger Museum der Harvard University Boston), Sohn: Curt Hugo Reisinger (1891–1964)
  - Peter Busch (* 7. Januar 1872 in St. Louis; † 21. Mai 1905 in St. Louis)
  - Martha Busch (*/† 1873)
  - Anna Louise Busch (* 7. Februar 1875 in St. Louis; † 16. April 1936 in St. Louis) ⚭ Edward Faust (* 1869)
  - Clara Busch (* 16. Mai 1876 in St. Louis; † 26. Juni 1959) ⚭ (16. Dezember 1895 in St. Louis) Dr.-Ing. Paul von Gontard (* 4. November 1868 in Wesel; † 21. Dezember 1941 in St. Louis), Gutsbesitzer und Unternehmer
  - Carl Busch (* 1879 oder 1882; † 8. April 1915)
  - Wilhelmina Busch (* 10. Januar 1884; † 23. November 1952 in München, beigesetzt bei ihrem 1928 erworbenen Schloss Höhenried am Starnberger See, heute im großen Park das Museum der Phantasie (Buchheim-Museum)), ⚭ I. (3. März 1906) Eduard Scharrer (* 25. April 1880 in Stuttgart; † 20. September 1932), Rittmeister a. D., Konsul in USA, wegen Geliebter geschieden; ⚭ II. (24. Dezember 1933) Dr. Carl Borchard (* vor 1946), Leibarzt, 1941 geschieden; ⚭ III. (22. Februar 1948) Sam Edison Woods (* 1892 in Texas; † 22. Mai 1953, beigesetzt bei Schloss Höhenried), US-amerikanischer Generalkonsul in München
- August Anheuser (* 19. Dezember 1845 in Bad Kreuznach; † 11. Januar 1905 in Bad Kreuznach) ⚭ Klara Rother